# カール・ヴュルツィンガー
カール・ヴュルツィンガー（Carl Wurzinger、1817年6月1日 - 1883年3月16日）は、オーストリア家である。ウィーン美術アカデミーの教授として働いた.。

## 略歴
ウィーンで生まれた。1832年に14歳でウィーン美術アカデミーに入学した。1844年に展覧会に作品を出展し、1845年に歴史画で賞（Kaiserpreis）を受賞し、イタリア留学の奨学金を得て、1847年からイタリアに留学し、9年間修行した。1956年に帰国するとウィーン美術アカデミーの教授に任じられ、歴史画を教えた。画家としてのヴルツィンガーは繊細な仕上がりの作品を描いたが評価はあまり高くなかったとされ、美術教師としてのほうが知られている。ヴュルツィンガーの教えた学生にはガブリエル・フォン・マックス（1840-1915）やヴォイチェフ・ヒナイス（1854-1925）、ルドルフ・オットー・フォン・オッテンフェルト（1856-1913）、フランティシェク・ドヴォジャーク（1862-1927）、ハインリヒ・クニル（1862-1944）らがいる。
オーストリアからフランツ・ヨーゼフ勲章を受勲し、バイエルン王国から聖ミハエル勲章、ローマ教皇から大聖グレゴリウス勲章を受勲した。
1883年にウィーンで亡くなった。

## 作品

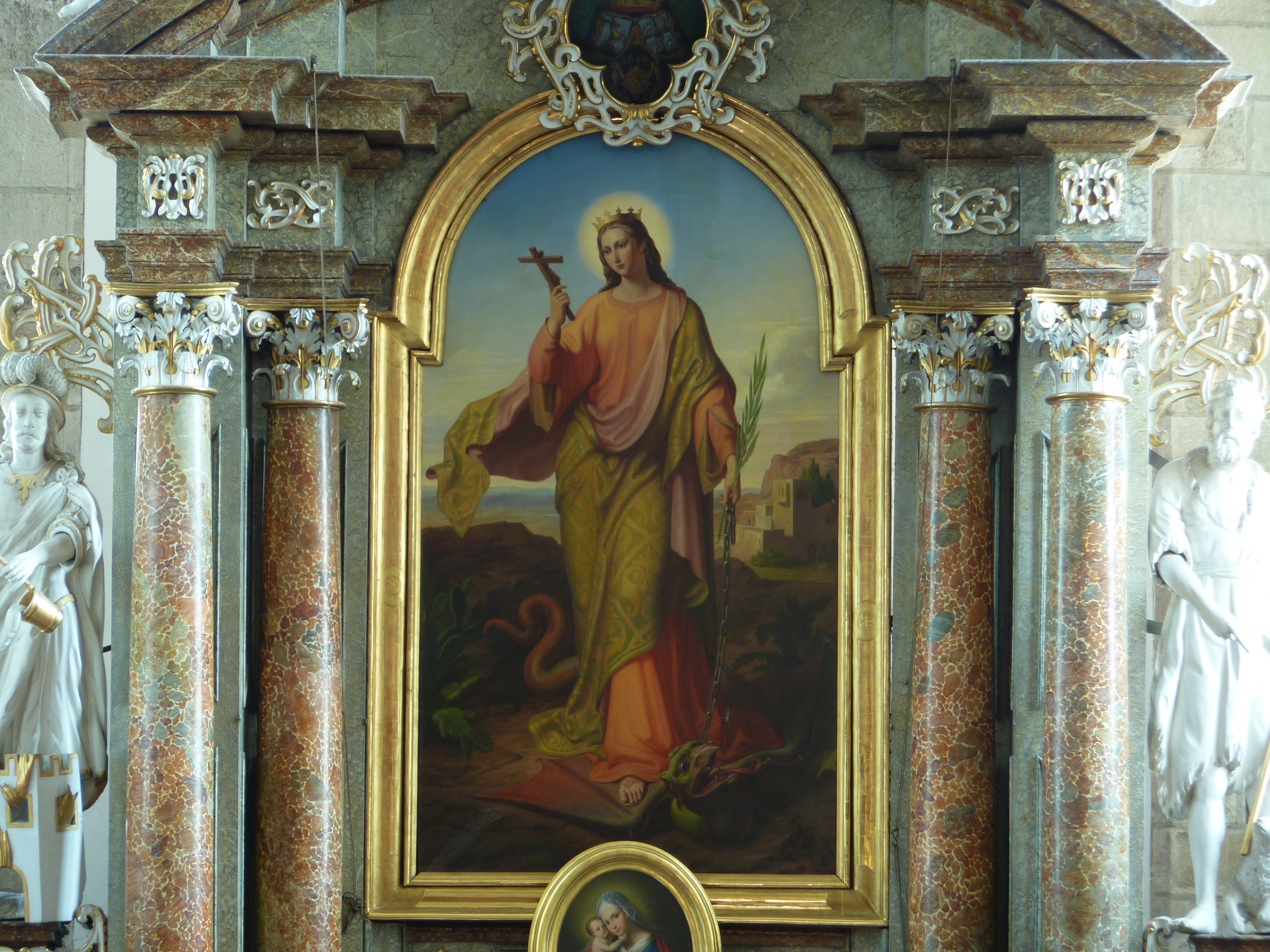
Marcheggの教会の聖マルガレーテの祭壇画(1855)
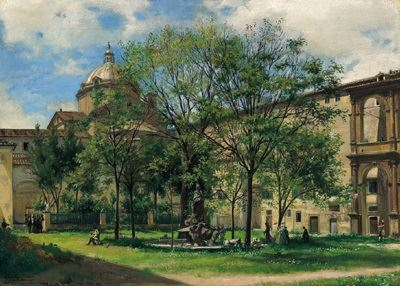
ローマの風景
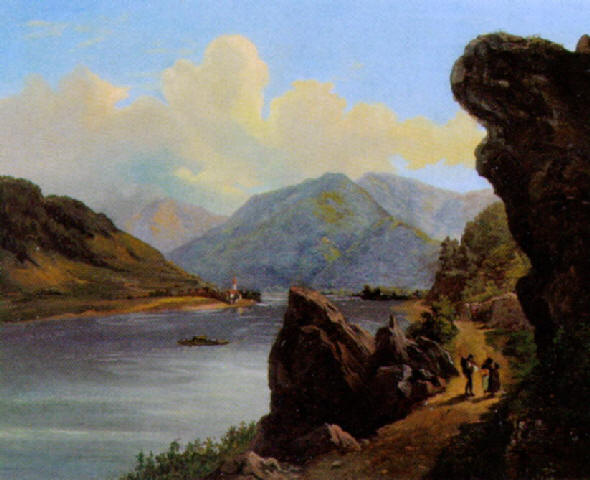
寓意的な点景のあるドナウ川の風景
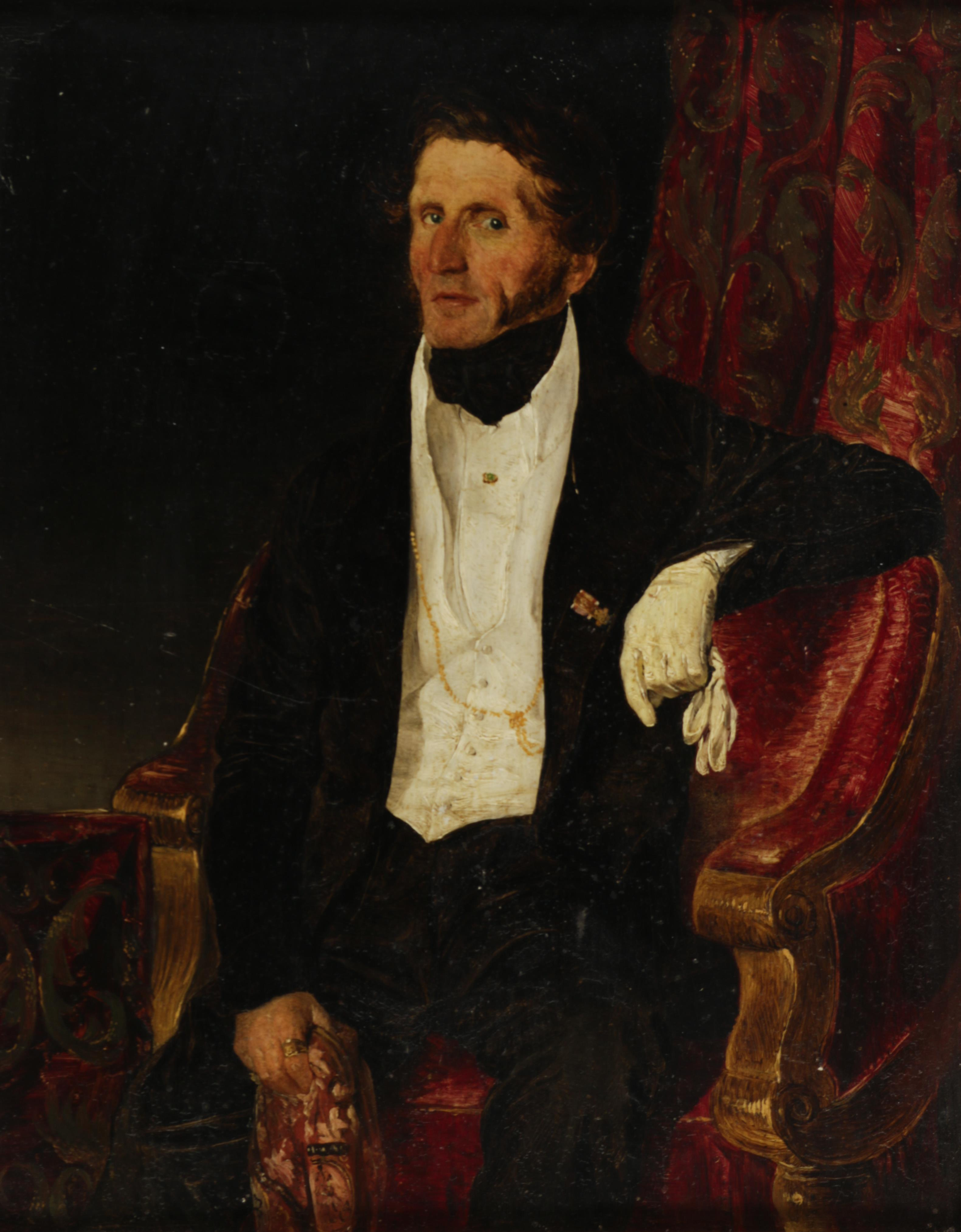
肖像画(1837)